# Каинлыкуль
Каинлыкуль (устар. Зайтовка) — река в России, протекает по Башкортостану. Впадает в реку Ик справа на 388 км. Длина реки составляет 14 км, площадь водосборного бассейна 71,1 км². Протекает через город Октябрьский.

## Данные водного реестра
По данным государственного водного реестра России относится к Камскому бассейновому округу, водохозяйственный участок реки — Ик от истока и до устья, речной подбассейн реки — бассейны притоков Камы до впадения Белой. Речной бассейн реки — Кама.
Код объекта в государственном водном реестре — 10010101312111100028091.